# Bothrocarina
Bothrocarina es un género de peces de la familia Zoarcidae en el orden de los Perciformes.

## Especies
- - Bothrocarina microcephala   Schmidt, 1938
  - Bothrocarina nigrocaudata  Suvorov, 1935